# 氰氧化汞
氰氧化汞是一种无机化合物，化学式为Hg2O(CN)2。它可由氯化汞和氰化汞的混合物在碱性条件下从水溶液中沉淀得到。它是易爆物质，不可研磨，也不能使用玻璃容器储存。它可以和碘化钾在水中反应：
Hg2O(CN)2 + 8 KI + H2O → 2 K2[HgI4] + 2 KCN + 2 KOH